# Seznam kulturních památek ve Chvalšinách
Tento seznam nemovitých kulturních památek v obci Chvalšiny v okrese Český Krumlov vychází z  Ústředního seznamu kulturních památek ČR, který na základě zákona č. 20/1987 Sb., o státní památkové péči, vede Národní památkový ústav jako ústřední organizace státní památkové péče. Údaje jsou průběžně upřesňovány, přesto mohou obsahovat i řadu věcných a formálních chyb a nepřesností či být neaktuální. 
Pokud byly některé části dotčeného území vyčleněny do samostatných seznamů, měly by být odkazy na tyto dílčí seznamy uvedeny v úvodu tohoto seznamu nebo v úvodu příslušné sekce seznamu.

## Chvalšiny
|  |  | Hledat fotografie a kategorie ve Wikimedia Commons podle rejstříkového čísla památky | Nahrát snímek k tomuto tématu do úložiště Wikimedia Commons |  |

|  |  | Hledat fotografie a kategorie ve Wikimedia Commons podle rejstříkového čísla památky | Nahrát snímek k tomuto tématu do úložiště Wikimedia Commons |  |

|  | Kategorie „Church of Saint Mary Magdalene (Chvalšiny) “ na Wikimedia Commons | Hledat fotografie a kategorie ve Wikimedia Commons podle rejstříkového čísla památky | Nahrát snímek k tomuto tématu do úložiště Wikimedia Commons |  |

|  |  | Hledat fotografie a kategorie ve Wikimedia Commons podle rejstříkového čísla památky | Nahrát snímek k tomuto tématu do úložiště Wikimedia Commons |  |

|  |  | Hledat fotografie a kategorie ve Wikimedia Commons podle rejstříkového čísla památky | Nahrát snímek k tomuto tématu do úložiště Wikimedia Commons |  |

|  |  | Hledat fotografie a kategorie ve Wikimedia Commons podle rejstříkového čísla památky | Nahrát snímek k tomuto tématu do úložiště Wikimedia Commons |  |

|  |  | Hledat fotografie a kategorie ve Wikimedia Commons podle rejstříkového čísla památky | Nahrát snímek k tomuto tématu do úložiště Wikimedia Commons |  |

|  |  | Hledat fotografie a kategorie ve Wikimedia Commons podle rejstříkového čísla památky | Nahrát snímek k tomuto tématu do úložiště Wikimedia Commons |  |

|  |  | Hledat fotografie a kategorie ve Wikimedia Commons podle rejstříkového čísla památky | Nahrát snímek k tomuto tématu do úložiště Wikimedia Commons |  |

|  |  | Hledat fotografie a kategorie ve Wikimedia Commons podle rejstříkového čísla památky | Nahrát snímek k tomuto tématu do úložiště Wikimedia Commons |  |

|  | Kategorie „Chvalšiny 102 “ na Wikimedia Commons | Hledat fotografie a kategorie ve Wikimedia Commons podle rejstříkového čísla památky | Nahrát snímek k tomuto tématu do úložiště Wikimedia Commons |  |

|  |  | Hledat fotografie a kategorie ve Wikimedia Commons podle rejstříkového čísla památky | Nahrát snímek k tomuto tématu do úložiště Wikimedia Commons |  |

|  |  | Hledat fotografie a kategorie ve Wikimedia Commons podle rejstříkového čísla památky | Nahrát snímek k tomuto tématu do úložiště Wikimedia Commons |  |

|  |  | Hledat fotografie a kategorie ve Wikimedia Commons podle rejstříkového čísla památky | Nahrát snímek k tomuto tématu do úložiště Wikimedia Commons |  |

|  |  | Hledat fotografie a kategorie ve Wikimedia Commons podle rejstříkového čísla památky | Nahrát snímek k tomuto tématu do úložiště Wikimedia Commons |  |

|  |  | Hledat fotografie a kategorie ve Wikimedia Commons podle rejstříkového čísla památky | Nahrát snímek k tomuto tématu do úložiště Wikimedia Commons |  |

|  |  | Hledat fotografie a kategorie ve Wikimedia Commons podle rejstříkového čísla památky | Nahrát snímek k tomuto tématu do úložiště Wikimedia Commons |  |

|  |  | Hledat fotografie a kategorie ve Wikimedia Commons podle rejstříkového čísla památky | Nahrát snímek k tomuto tématu do úložiště Wikimedia Commons |  |

|  |  | Hledat fotografie a kategorie ve Wikimedia Commons podle rejstříkového čísla památky | Nahrát snímek k tomuto tématu do úložiště Wikimedia Commons |  |

|  |  | Hledat fotografie a kategorie ve Wikimedia Commons podle rejstříkového čísla památky | Nahrát snímek k tomuto tématu do úložiště Wikimedia Commons |  |

## Červený Dvůr
| Památka                        | Fotografie                                                 | Rejstříkové číslo v ÚSKP                                                             | Sídelní útvar                                               | Poloha                                               | Popis a poznámky |
| ------------------------------ | ---------------------------------------------------------- | ------------------------------------------------------------------------------------ | ----------------------------------------------------------- | ---------------------------------------------------- | --- |
| Zámek Červený Dvůr (Q33243752) | \| \| \| \| \| \|                                          | 37191/3-1329 Pam. katalog MIS                                                        | Červený Dvůr                                                | Červený Dvůr 1 48°50′45,21″ s. š., 14°13′51,1″ v. d. | Zámek s parkem a stavbami. Venkovský zámek Červený Dvůr leží na jihovýchodním úpatí hory Kleť, nedaleko Chvalšin, na místě původně rožmberského letohrádku, který si pořídil Vilém z Rožmberka v 80. letech 16. století. Roku 1682 proběhla přestavba na barokní zámek. Obdélná, proporčně vyvážená budova s trojúhelným tympanonem ve štítu průčelí byla rozšířena nižším severním křídlem. Současná podoba vychází z přestavby vedené knížetem Josefem Ademem Schwarzenberkem v letech 1756–1760. Jednopatrová stavba obdélného půdorysu s rizalitem ve střední části a mansardovou střechou doznala dalších úprav přístavbou jižního křídla v roce 1780 pod vedením Jana Nepomuka (?). Roku 1846 proběhla přestavba dle plánů Damasia Deworezkého. od roku 1966 zde sídlí psychiatrická protialkoholní léčebna, park byl pro potřeby léčebny adaptován v letech 1972–1974. Rozsáhlý areál v současnosti zahrnuje vlastní zámeckou budovu, jež spolu s přilehlými hospodářskými budovami volně uzavírá velký obdélníkový dvůr a dále mimořádně rozlehlý přírodně krajinářský park o rozloze 105 hektarů s několika zachovanými romantickými zahradními stavbami a fontánami. - Barokní zámek je obdélníková jednokřídlá budova, jejíž průčelí půlí rizalit s balkonem, zakončený trojúhelníkovým štítem a krytý mansardovou střechou. Zámecký areál tvoří budova zámku rozšířená o jižní a severní křídlo, která uzavírá volně s hospodářskými budovami obdélný dvůr. - K památkově chráněnému areálu patří rovněž park a jeho vybavení - především budovy hájovny, bažantnice a množství vodních prvků a zahradních staveb. Památkový katalog neobsahuje výčet součástí. Krajinářský park přiléhá k zámeckému areálu na východě, rozkládá se na pravém břehu Chvalšinského potoka na jihozápadním úpatí Kletě. Východní částí navazuje na chráněné území Vyšenských kopců. - na východní část zámku navazuje parterová plocha, dnes parterová louka s kruhovou fontánou, přístupná ze saly terreny - sala terrena byla zřízena v letech 1748–1749 ze středního traktu zámku v přízemní části – dnes slouží jako jídelna. - za zámkem původně barokní, hvězdicovitě komponovaná zahrada, dochovaná ještě v roce 1826; na parter napojena rozsáhlá obora s členitou cestní sítí protínající ve hvězdicích a trojzubcích. V letech 1781–1789 zde byly postaveny besídky, ostrůvek s můstky, obelisk, holandská a čínská besídka. Dochoval se pouze obelisk. V 1. polovině 19. století zahrada přeměněna v krajinářský park s rozlehými loukami, využívanými hospodářsky, typický pastevecký anglický park. Roku 1838 zřízeny zahradní stáje (švýcarské stavení určené k chovu skotu) – nedochováno. V severní okrajové části parku zřízen ovčín, dochován. - zahradní průčelí zámku pohledově váže dlouhá kompoziční osa se 2 dochovanými kruhovými fontánami, mezi nimi centrálně umístěný rybník, na břehu rybníka objekt bažantnice. - v okrajové části parku, u příjezdové cesty od Českého Krumlova, pozůstatky zděného domku portýra z roku 1840. - uvnitř porostu v jižní části plochy obelisk datovaný 1846, přenesený na Křížové pole - v zadní části parku objekt bývalé mauricovny sloužící k ubytování zaměstnanců zámku; špatný stavební stav. - v jižní části situován Schwankenberg s letní jízdárnou určený k výcviku koní. V sousedství jezírko, nedaleko romantická stavba selské chalupy. - v prostoru bývalé růžové zahrady dochován kamenný bazén kruhového půdorysu - v severní okrajové části parku zřízena lesní školka, v jejím areálu je rozlehlý rybník napájející jezírka a fontány v parku - v severní části parku objekt bývalé hájovny z roku 1840, vedle stavba bytovky, v sousedství užitková stavba se skleníkem - oplocení: pletivo na kovových sloupcích, bez podezdívky - k. ú. Chvalšiny: st. 209/1, 210, 213, 217/1–2, 253, 390, 391, 611, 676, pp. 1660, 1661, 1674/1–2, 1676/1, 1678/1–2, 1689/1–2, 1707/1–2, 1709, 1710/1–5, 1710/8–10, 1710/12–13, 1710/15, 1710/18, 1710/20, 1711, 1713, 1714/4–7, 1714/9, 1714/11, 1714/13, 1720/1, 1730, 1736, 1741, 1749, 1755, 1765/1, 1769, 1782/1, 1782/4, 1786, 1789/1, 1793, 1808/1–2, 1817/1, 1828/2, 1832, 1878, 1883, 1949/1, 1949/2 - k. ú. Křenov u Kájova: pp. 930/6, 1704/3, 1710 · Poznámka: Areál zasahuje do části Křenov obce Kájov. · Památkově chráněno od roku 1963. |
|                                | Kategorie „Červený Dvůr (Chvalšiny) “ na Wikimedia Commons | Hledat fotografie a kategorie ve Wikimedia Commons podle rejstříkového čísla památky | Nahrát snímek k tomuto tématu do úložiště Wikimedia Commons |                                                      | |

## Borová
|  | Kategorie „Chapel-shrine in Borová (Chvalšiny) “ na Wikimedia Commons | Hledat fotografie a kategorie ve Wikimedia Commons podle rejstříkového čísla památky | Nahrát snímek k tomuto tématu do úložiště Wikimedia Commons |  |

|  |  | Hledat fotografie a kategorie ve Wikimedia Commons podle rejstříkového čísla památky | Nahrát snímek k tomuto tématu do úložiště Wikimedia Commons |  |